# Zdobnice (Fluss)
Die Zdobnice (deutsch Stiebnitz, am Oberlauf Haberbach) ist ein rechter Zufluss der Wilden Adler (tschechisch Divoká Orlice) in Tschechien.

## Verlauf
Die Zdobnice entspringt zwischen der Velká Deštná (Deschneyer Großkoppe, 1115 m n.m.) und der Jelenka (Lotzenberg, 1083 m n.m.) auf dem Kamm des Adlergebirges. An seinem Oberlauf fließt der Bach anfänglich östlich der Maruša (Maruscha, 1042 m n.m.) und westlich der Koruna (Kreiselberg, 1101 m n.m.) durch die Wälder des Adlergebirgskammes nach Süden und nimmt einige kleinere Bäche auf. Ab der Wüstung Anenská Huť und der Ansiedlung Kamenec führt die Straße II/310 durch das von den Bergen Lubný (Karlslehne, 956 m n.m.), Vapenný vrch (952 m n.m.), Srázný (863 m n.m.) und Pláň (873 m n.m.) flankierte Tal. Vorbei an Zdobnická Seč durchfließt der Bach Zdobnička und Zdobnice. 
Der Mittellauf der Zdobnice führt durch ein eingeschnittenes und bewaldetes Tal an den Ortschaften Kunčina Ves, Souvlastní, Bělá, Zadní Ochoz, Přední Ochoz, Popelov, Přím, der Burgruine Pěčín und Pěčín vorbei. 
Auf ihrem Unterlauf nimmt die Zdobnice südwestliche Richtung und fließt an Slatina nad Zdobnicí vorbei in den Grund Čertův důl. Oberhalb des Tales liegen die Orte  Hradisko, Pekelec, Zakopanka und Libštejn. Danach weitet sich das Tal der Zdobnice; vorbei an Roští, Peklo, Helouska, Podřezov, Sebranice, Forberk und Zářečí erreicht der Bach die Stadt Vamberk. Unterhalb von Vamberk mündet die Zdobnice nach 34,2 km zwischen Mníšek und Doudleby nad Orlicí in die Divoká Orlice.  Das Einzugsgebiet der Zdobnice beträgt 124,8 km². Die durchschnittliche Durchflussmenge an der Mündung liegt bei 1,95 m³/s, bei Wassermenge eines Jahrhunderthochwassers bei 122 m³/s.
Ab Pěčín folgt die Bahnstrecke Doudleby–Vamberk–Rokytnice dem Bachlauf.

## Zuflüsse
- Čertovodolský potok (l), unterhalb von Kamenec
- Dřevěný potok (l), unterhalb von Zdobnice
- Říčka (l), bei Přím
- Pěčínský potok (l) bei Pěčín
- Slatinský potok (l) bei Slatina
- Rybenský potok (l) bei Pekelec
- Pekelský potok (r), bei Peklo
- Merklovický potok (l) in Vamberk